# L.A. Confidential (romanzo)
L.A. Confidential è un romanzo neo-noir scritto da James Ellroy, il terzo della serie L. A. Quartet, pubblicato nel 1990.

## Trama
(Lynn Bracken in L.A. Confidential)
Prologo.
Buzz Meeks, in fuga da una settimana col carico di eroina rubata a Cohen e Dragna, viene raggiunto in un motel da due poliziotti corrotti che tentano di ucciderlo; l'uomo riesce a salvarsi avendo la meglio su di loro ma a sorpresa arriva il leggendario tenente Dudley Smith che lo fredda con un colpo di pistola.
Los Angeles.
1951. Due poliziotti vengono aggrediti e riportano gravi danni. Alcuni dei loro colleghi, durante la festa di Natale alla centrale, si fanno giustizia da soli pestando selvaggiamente i sei malviventi che vengono arrestati con l'accusa del pestaggio. Di fronte all'inevitabile commissione d'inchiesta che ne consegue, i piani alti cercano chi possa testimoniare sull'accaduto. L'inflessibile agente Edmund "Ed" Exley, figlio del leggendario imprenditoreed ex sbirro Presley, fa molti nomi e si guadagna il disprezzo di chi gli sta vicino; tra gli accusati, il tormentato sbirro Wendell "Bud" White viene 'salvato' da Dudley Smith che ne apprezza i modi rudi, mentre il suo recidivo amico Dick Stensland finisce in galera; il sergente della Omicidi Jack "Big V" Vincennes stringe invece un accordo con Ellis Loew, che dopo le indagini su Dalia Nera e comunismo a Hollywood sta ancora cercando di diventare procuratore distrettuale: Jack se la cava con un anno alla Buoncustome e in cambio trova fondi per la causa di Loew. Questi corona la sua carriera perché il rivale nella corsa alla carica, McPherson, viene incastrato in uno scandalo orchestrato ad arte dallo stesso Vincennes, che peraltro collabora con la serie televisiva Badge of Honor e deve vendere l'esclusiva dei suoi arresti al giornalista d'assalto Sid Hudgens il quale lo ricatta con materiale che comprovi l'accidentale morte di due passanti a opera del sergente, anni prima, mentre era in stato di ebbrezza.
1953. Al Nite Owl, una tavola calda, avviene un massacro: sei persone vengono uccise a fucilate. Del crimine vengono accusati tre ragazzini di colore, Jones, Coates e Fontaine, che durante l'interrogatorio lasciano capire che al momento dell'attentato stavano violentando una giovanissima messicana, Inez. Bud salva la bimba, tenuta legata in un appartamento, freddando il quarto complice dei piccoli delinquenti, poi comincia a indagare più a fondo per capire se siano davvero stati loro a compiere il massacro; anche Ed, seguendo altre piste, rimane poco convinto della loro colpevolezza ma, spronato da Inez a vendicarla, li rintraccia e uccide quando loro evadono. Vincennes, intanto, indaga sulla circolazione di alcune riviste pornografiche che, tramite la testimonianza di due fratelli falsari, gli Engleking, sembrano ricondurre a Cathcart, un protettore di prostitute rimasto ucciso al Nite Owl; chiede aiuto a Sid circa il Fleur-de-Lys, una società che pare smerciare materiale compromettente, ma questi, dopo avergli detto di lasciar perdere, viene ritrovato barbaramente assassinato. Seguendo anche lui la pista delle donne di strada, Bud risale a un certo Pierce Pratchett, che ha un giro di escort molto somiglianti a dive del cinema, e comincia a frequentarne una, Lynn, identica a Veronica Lake. La pista delle riviste si raffredda con un ultimo retroscena: gli Engleking avevano proposto a Mickey Cohen di stamparle per loro ma lui aveva rifiutato. Stensland, intanto, esce di galera e comincia a rapinare banche: la morte di alcuni clienti lo fa condannare alla pena capitale.
1958. Bud frequenta ancora Lynn ed è diventato sergente della squadra investigativa di Hollywood, Vincennes è ripiombato nell'alcolismo e finisce sotto inchiesta perché ha ucciso a sangue freddo due rapinatori mentre Ed, nominato comandante della divisione affari interni, ha una relazione con Inez ma scopre che questa lo tradisce con Bud. Quest'ultimo, raccogliendo dati e idee, ha un'incredibile intuizione: a morire nel Nite Owl non era stato Cathcart bensì uno che si era vestito come lui per prenderne il posto dopo averlo ucciso; il cadavere viene rinvenuto nella casa di Susan, una ragazza anche lei massacrata in quella tremenda strage. Se ne deduce che la giovane e il finto Cathcart volessero introdursi nel mondo del racket pornografico, e resta da accertare che i veri obiettivi dell'attentato fossero loro. Ed nel frattempo indaga su Jack perché, nonostante sia famoso per i suoi rapporti, fu alquanto frettoloso nell'abbandonare la pista delle riviste pornografiche. I due raggiungono un accordo: Vincennes eviterà ulteriori grattacapi coi piani alti se fornirà a Exley tutte le sue informazioni sul caso del Nite Owl, che il comandante intuisce essere collegato alla pista dei periodici per adulti. Vengono poi ritrovati i cadaveri dei fratelli Engleking e la loro deposizione sul collegamento Cathcart-porno finisce sui giornali scatenando l'opinione pubblica che chiede la riapertura del caso. Altra benzina sul fuoco: un detenuto di San Quintino dichiara che durante la strage alla tavola calda Coates, Fontaine e Jones erano con lui a violentare Inez. Ed intuisce poi che Bud ha nascosto alcune prove per tenere ben distanti Lynn e la polizia, e con Jack si chiede se dietro al massacro del Nite Owl non ci sia lo zampino di Cohen o di qualcuno che lo avesse sentito parlare con gli Engleking delle riviste porno: le indagini in tal senso però non portano a nulla. il comandante degli affari interni allora interroga Lynn, ne rimane affascinato e i due vanno a letto insieme. Bud lo scopre e aggredisce la donna. Si risale poi al finto Cathcart, un certo Dean Van Gelder: Ed cerca un collegamento tra lui, Patchett e il Fleur-de-Lys interrogando Yorkin, il corriere di quest'ultima, e lui vuota il sacco raccontando di Cathcart come intermediario tra Patchett e gli Engleking per la produzione delle riviste porno. L'impresario, che era anche entrato in possesso dell'eroina rubata da Buzz Meeks a Cohen e Dragna, viene misteriosamente ucciso dopo una colluttazione con Vincennes. Bud, tramite alcune intercettazioni, scopre che a capo del massacro del Nite Owl c'è il suo mentore Dudley Smith, che aveva assoldato Johnny Stompanato e altri due ex sgherri di Cohen, Teilemann e Vaachs, per compiere quella carneficina; i tre giovani neri erano stati individuati come capro espiatorio. Smith aveva messo su un'organizzazione per smerciare la droga di Cohen e le foto porno insieme a Patchett e Hudgens, tra quelli coinvolti in questa cosca ci sono pure alcuni poliziotti corrotti e qualche membro del cast tecnico di Badge of Honor. Il caso sembra salire fino a Presley, così Ed propone a Bud di lasciarlo stare dandogli campo libero su Dudley. Quest'ultimo non sarà mai incastrato per mancanza di prove; Hudgens era stato fatto eliminare perché in possesso di troppo materiale scottante, poi era toccato a Patchett per nascondere tutta la storia; Van Gelder era stato ucciso perché il vero Cathcart era desideroso di avere la sua parte nella cospirazione, e la carneficina al Nite Owl aveva il solo scopo di sembrare una rapina finita male. Vincennes perderà la vita nell'adempimento del suo dovere; Bud resterà gravemente ferito e sarà accudito da Lynn; Ed troverà, tra le carte di Hudgens, materiale scottante su Loew e lo porterà alle dimissioni ma salverà Presley.

## Opere derivate
Nel 1997 il romanzo diventa un film: L.A. Confidential, diretto da Curtis Hanson. Tra i protagonisti Russell Crowe (nei panni di Bud White), Kim Basinger (l'affascinante Lynn Bracken), Kevin Spacey (Jack Vincennes), Guy Pearce (Ed Exley) e Danny DeVito (il morboso giornalista Sid Hudgens)
Nel 2003 è stato prodotto per la televisione il film L.A. Confidential con sceneggiatura di Ellroy e Walon Green, regia di Eric Laneuville. Un altro film omonimo per la televisione, con James Ellroy co-sceneggiatore, è stato prodotto nel 2019; regia di Michael Dinner.

## Personaggi principali

### Ed Exley
Ed Exley è in cerca di gloria, ha ben chiaro quali sono i suoi obiettivi al dipartimento di polizia di Los Angeles, vuole arrivare in alto e ci sta riuscendo. Rampante figlio di papà (un ex poliziotto) e fratello di un agente ucciso in servizio sembra cavarsela meglio dietro una scrivania che inseguendo delinquenti con una pistola in mano, ma talvolta le apparenze ingannano.

### Bud White
Bud White ha vissuto una gioventù difficile: il padre uccise la madre sotto i suoi occhi. Ora odia più di ogni altra cosa chi picchia le donne (e li ripaga con la stessa moneta, anzi con gli interessi), chi fa la spia e in generale tutti quelli che gli mettono i bastoni fra le ruote nel suo lavoro.

### Jack Vincennes
Jack Vincennes, agente della narcotici, custodisce un vecchio segreto: un passato puntellato da problemi con alcool e droga e un presente accompagnato da mazzette e arresti "da copertina". Per questo motivo recita la parte dello sbirro perfetto, arrestando i personaggi famosi sotto gli occhi dei riflettori, guadagnandosi come soprannome "Big V". La sua specialità è arrestare le star con le "mani nel sacco", possibilmente se nel sacco c'è della droga, e il tutto accompagnato da scatti fotografici dell'amico Sid Hudgens (direttore del giornale scandalistico Hush-Hush, specializzato in scoop del genere, che arriva sempre puntuale con la sua troupe grazie alle soffiate di Big V).

## Edizioni italiane
- L.A. Confidential, traduzione di Carlo Oliva, Collana Superblues Hard, Milano, Arnoldo Mondadori Editore, 1991, ISBN 978-88-044-3332-3. - Collana Oscar Bestsellers n.304, Mondadori, 1998, ISBN 978-88-044-4811-2; Collana Oscar Contemporanea n.304, Mondadori, 2011, 978-88-046-0671-0; Collana Oscar 451, Mondadori, 2017, ISBN 978-88-046-8528-9; Collana Super ET, Torino, Einaudi, 2002, ISBN 978-88-046-5688-3.